# Portada/article novembre 19

## Història del Japó
La història del Japó (日本 の 歴史 o 日本史, Nihon no rekishi/Nihonshi) és la successió dels fets esdevinguts dins l'arxipèlag japonès, amb l'aparició de fets aïllats per la seva naturalesa geogràfica com a nació insular i també per fets influenciats, en primer lloc, per l'Imperi de la Xina, el qual va definir el seu llenguatge i escriptura i, entre d'altres, la seva cultura política. D'altra banda, compta també amb la influència occidental, que converteix el país en una nació industrial, fins a aconseguir exercir una esfera d'influència i una expansió territorial sobre l'àrea del Pacífic, però que després de la Segona Guerra Mundial es va aturar, i va mantenir un esquema de nació industrial amb vincles a la tradició cultural del país.